# Бастанес
Бастане́с (фр. Bastanès) — коммуна во Франции, находится в регионе Аквитания. Департамент — Атлантические Пиренеи. Входит в состав кантона Кёр-де-Беарн. Округ коммуны — Олорон-Сент-Мари.
Код INSEE коммуны — 64099.

## География

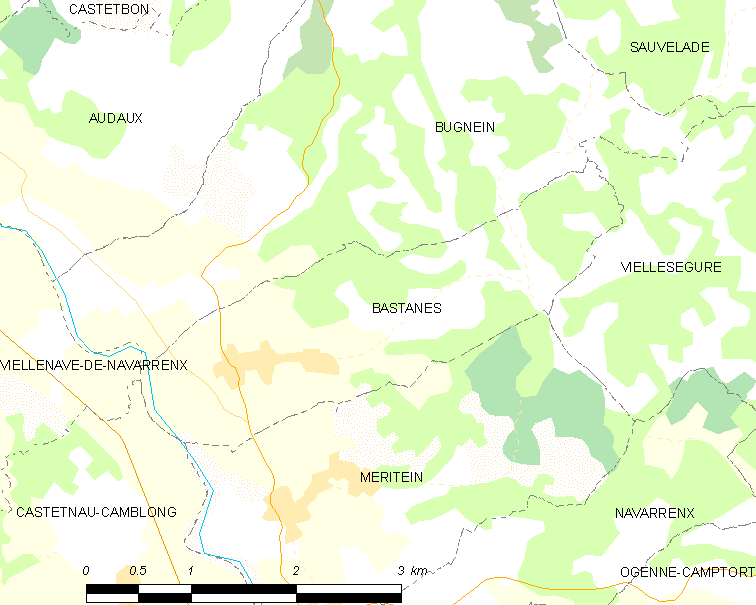
Карта коммуны

Коммуна расположена приблизительно в 660 км к югу от Парижа, в 170 км южнее Бордо, в 33 км к западу от По.
На юго-западе коммуны протекает река Гав-д’Олорон.

### Климат
Климат тёплый океанический. Зима мягкая, средняя температура января — от +5°С до +13°С, температуры ниже −10 °C бывают редко. Снег выпадает около 15 дней в году с ноября по апрель. Максимальная температура летом порядка 20-30 °C, выше 35 °C бывает очень редко. Количество осадков высокое, порядка 1100 мм в год. Характерна безветренная погода, сильные ветры очень редки.

## Население
Население коммуны на 2010 год составляло 102 человека.
| 1962 | 1968 | 1975 | 1982 | 1990 | 1999 | 2010 |
| ---- | ---- | ---- | ---- | ---- | ---- | ---- |
| 136  | 143  | 132  | 143  | 105  | 97   | 102  |

## Администрация
| Период | Период | Фамилия    | Партия | Примечания |
| ------ | ------ | ---------- | ------ | ---------- |
| 1995   | 2014   | Жак Лангла |        |            |
| 2014   | 2020   | Тьерри Жер |        |            |

## Экономика
В 2010 году среди 63 человек трудоспособного возраста (15-64 лет) 47 были экономически активными, 16 — неактивными (показатель активности — 74,6 %, в 1999 году было 65,6 %). Из 47 активных жителей работали 45 человек (19 мужчин и 26 женщин), безработных было 2 (1 мужчина и 1 женщина). Среди 16 неактивных 4 человека были учениками или студентами, 9 — пенсионерами, 3 были неактивными по другим причинам.

## Достопримечательности
- Церковь Св. Лаврентия (XIX век)[4]

## Фотогалерея

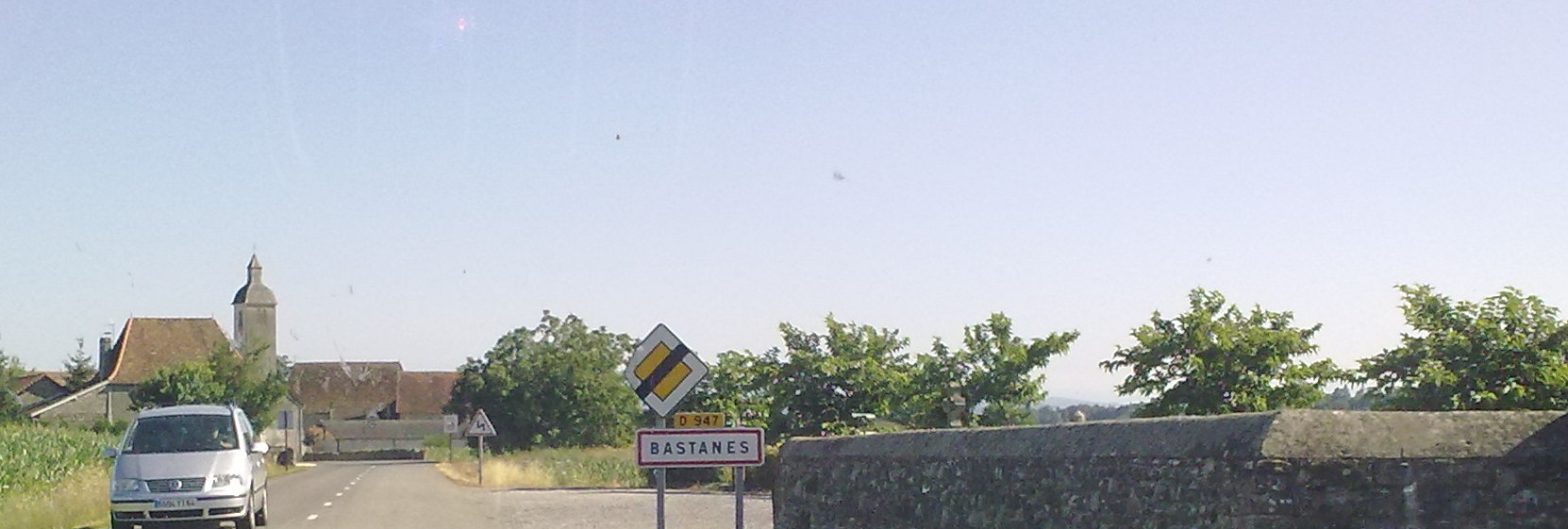
Въезд в Бастанес
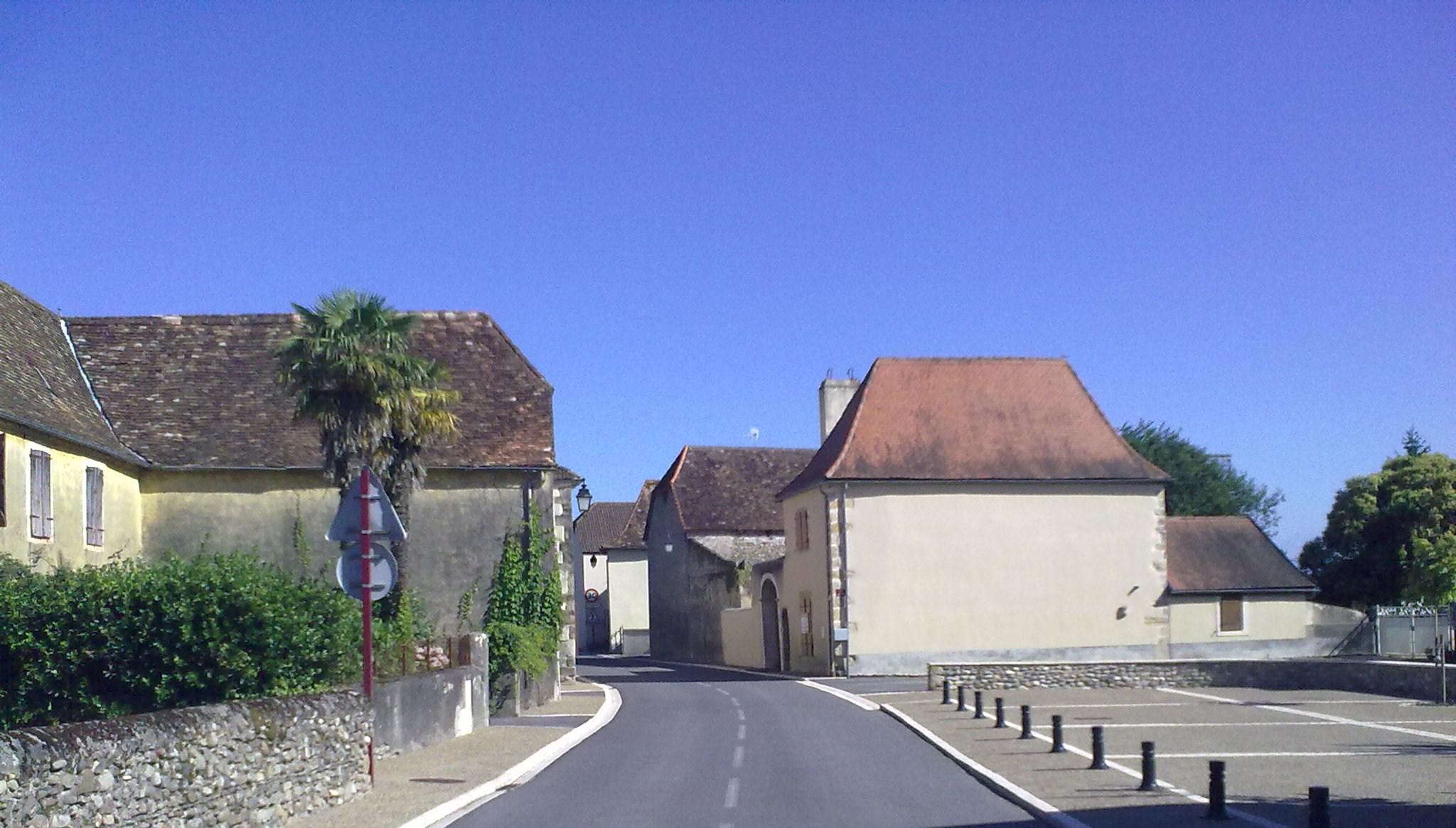
Бастанес
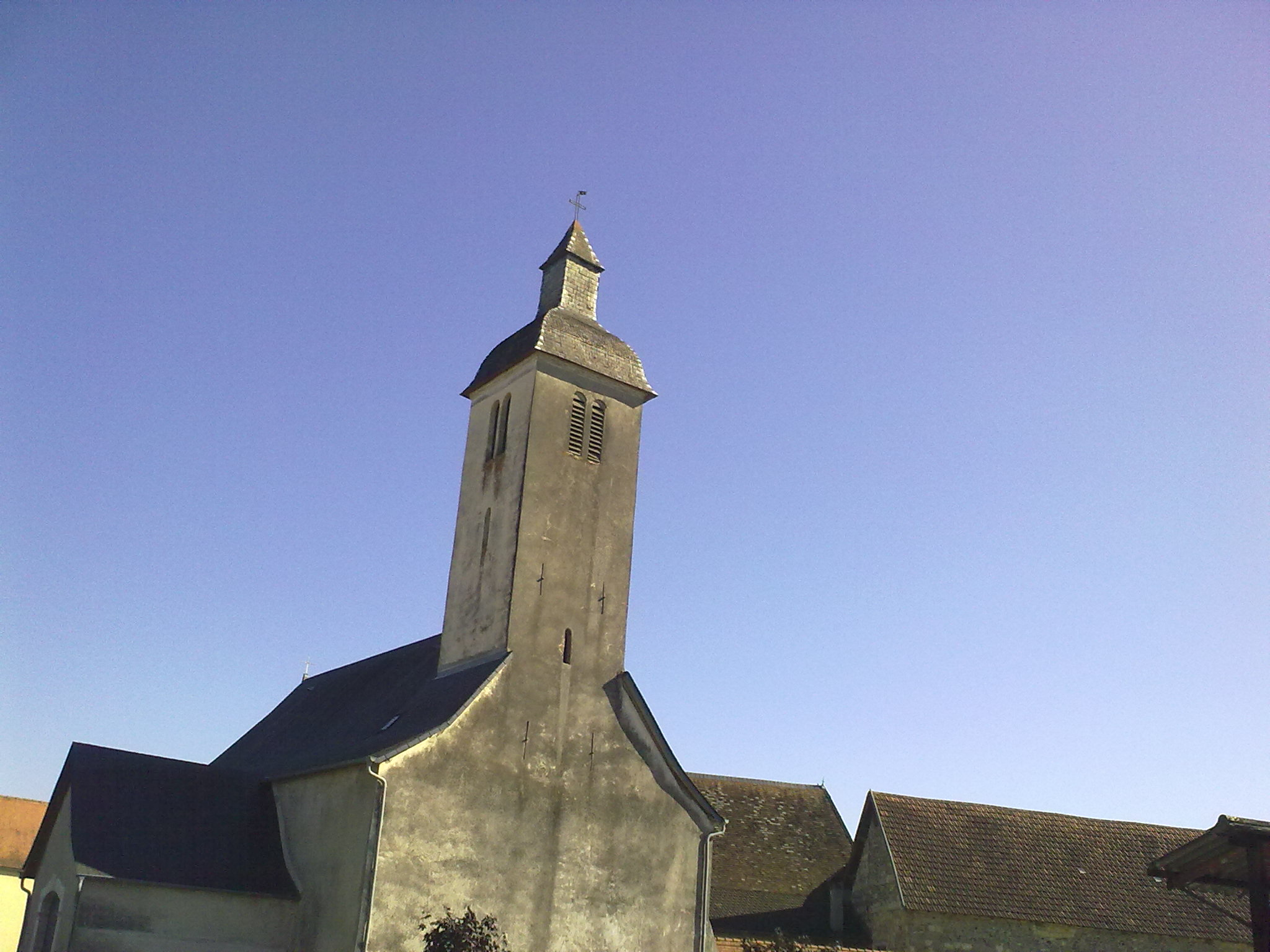
Церковь Св. Лаврентия